# Robert Martin (homme politique, 1923)
Pour les articles homonymes, voir Robert Martin et Martin.
Robert Martin, né le 20 octobre 1923 à Paris et mort le 16 avril 1991 à Guérande, est un homme politique français. Député de Seine-et-Marne durant l'année 1956, il est membre du groupe poujadiste Union et fraternité française.

## Détail des fonctions et des mandats
Mandat parlementaire
- 2 janvier 1956 - 30 mai 1956 : Député de Seine-et-Marne